# Pacific Four Series 2024
El Pacific Four Series de 2024 fue la cuarta edición del torneo femenino de rugby de selecciones absolutas.
Los primeros tres lugares clasificaron a la WXV 1 y la cuarta posición a la WXV 2, la selección mejor posicionada que aún no esté clasificada obtendrá un cupo a la Copa Mundial de Rugby de 2025.

## Equipos participantes
- Selección femenina de rugby de Australia
- Selección femenina de rugby de Canadá
- Selección femenina de rugby de Estados Unidos
- Selección femenina de rugby de Nueva Zelanda

## Tabla de posiciones
| Pos. | Equipo         | Encuentros | Encuentros | Encuentros | Encuentros | Tantos  | Tantos    | Tantos     | Puntos |
| Pos. | Equipo         | jugados    | ganados    | empatados  | perdidos   | a favor | en contra | diferencia | Puntos |
| ---- | -------------- | ---------- | ---------- | ---------- | ---------- | ------- | --------- | ---------- | ------ |
| 1    | Canadá         | 3          | 3          | 0          | 0          | 105     | 40        | +65        | 14     |
| 2    | Nueva Zelanda  | 3          | 2          | 0          | 1          | 143     | 46        | +97        | 11     |
| 3    | Estados Unidos | 3          | 1          | 0          | 2          | 44      | 132       | -88        | 5      |
| 4    | Australia      | 3          | 0          | 0          | 3          | 58      | 132       | -74        | 2      |

### Desarrollo
| 28 de abril | Estados Unidos | 7 - 50 | Canadá | Dignity Health Sports Park, Carson, Estados Unidos |  |

| 11 de mayo | Nueva Zelanda | 57 - 5 | Estados Unidos | Estadio Waikato, Hamilton, Nueva Zelanda |  |

| 11 de mayo | Australia | 14 - 33 | Canadá | Allianz Stadium, Sídney, Australia |  |

| 17 de mayo | Australia | 25 - 32 | Estados Unidos | AAMI Park, Melbourne, Australia |  |

| 19 de mayo | Nueva Zelanda | 19 - 22 | Canadá | Rugby League Park, Christchurch, Nueva Zelanda |  |

| 25 de mayo | Nueva Zelanda | 67 - 19 | Australia | Estadio North Harbour, Albany, Nueva Zelanda |  |